# Cymatioa cookae
Espèce
Synonymes
- Bornia cooki
- Cymatioa cooki

Cymatioa cookae est une espèce de mollusques marins bivalves de la famille des Galeommatidae.

## Historique
L'espèce a été identifiée en 1937 comme espèce fossile dans les dépôts de Baldwin Hills datés de 28 000 à 36 000 ans avant présent. Elle est alors nommée Bornia cooki, puis renommée Cymatioa cooki en 1964 et aujourd’hui Cymatioa cookae (pour corriger la faute d'accord).
Pourtant, en novembre 2018, elle est observée par Jeff Goddard en retournant des pierres à marée basse dans la région de Naples Point, au nord de Santa Barbara. Il explique : « Leurs coquilles ne faisaient que 10 mm de long. Mais quand ils se sont étendus et ont commencé à agiter un pied à rayures blanches brillantes plus long que leur coquille, j'ai réalisé que je n'avais jamais vu cette espèce auparavant. » Photographiée, elle laisse penser à une nouvelle espèce. Paul Valentich-Scott, conservateur au Musée d'histoire naturelle de Santa Barbara lui demande donc de ramener un spécimen, ce qui ne fut fait qu'en mars 2019 après huit tentatives infructueuses. C'est alors qu’ils se sont rendu compte qu'il s'agissait d'un « fossile vivant » de l'espèce Cymatioa cookae, jusqu'alors considérée comme éteinte.

### Publication originale
- [1937] (en) George Willett, « An upper Pleistocene fauna from the Baldwin Hills, Los Angeles County, California », Transactions of the San Diego Society of Natural History, vol. 8, no 30,‎ 15 décembre 1937, p. 379-406 (ISSN 0080-5947, DOI 10.5962/BHL.PART.14904, lire en ligne).